# 寝台特急八分停車
『寝台特急八分停車』（しんだいとっきゅうはっぷんていしゃ）は、西村京太郎の推理小説。1986年に角川書店から刊行された。

## ストーリー
亀井刑事が殺人事件の捜査中に尿道結石による激痛に襲われ、鳥場総合病院へ緊急入院した。その際、病室にて壁越しに隣の事務室から「ブルートレインは8分間停車する。8分間あれば十分に人は殺せる」といった男女の会話を偶然耳にしてしまう。これにより亀井刑事は、その殺人を阻止するべく、十津川警部の許可を得ずに出雲3号に乗車する。

## テレビドラマ

### 1989年版
『西村京太郎トラベルミステリー・寝台特急八分停車』は、テレビ朝日系列の2時間ドラマ『土曜ワイド劇場』（毎週土曜日21:02 - 22:51、JST）で1989年9月30日に放送された。主演は愛川欽也。
- 亀井定雄 - 愛川欽也
- 十津川省三 - 三橋達也
- 西本刑事 - 森本レオ
- 清水刑事 - 井川晃一
- 北条刑事 - 山村紅葉
- 鳥羽信介 - 中野誠也
- 中根恭子 - 酒井和歌子
- 小野和也 - 森山祐嗣
- 斎藤秀雄 - 並樹史朗
- 鳥羽ゆう子 - 竹井美佳

### 2004年版
『西村京太郎トラベルサスペンス 寝台特急（ブルートレイン）八分停車』は、テレビ東京系列・BSジャパン共同制作の2時間ドラマ『女と愛とミステリー』（毎週水曜日20:54 - 22:48、JST）で2004年8月18日に放送された。小林稔侍が十津川を演じる『西村京太郎サスペンス』シリーズ作品3作目。
- 亀井定雄 - 小林稔侍
- 十津川省三 - 神田正輝
- 中根恭子 - 藤真利子
- 高橋保 - 若林豪
- 斎藤秀雄 - 三浦浩一
- 日下刑事 - 坂上忍
- 泉洋子刑事 - 山村紅葉
- 山本刑事 - 尾形大作
- 江島 - 津村鷹志
- 大田刑事 - 小林健